# Lin Ju
Lin Ju (1º de Setembro de 1979) é um mesa-tenista chinês naturalizado dominicano, campeão pan-americano e latino-americano.